# Noeddale

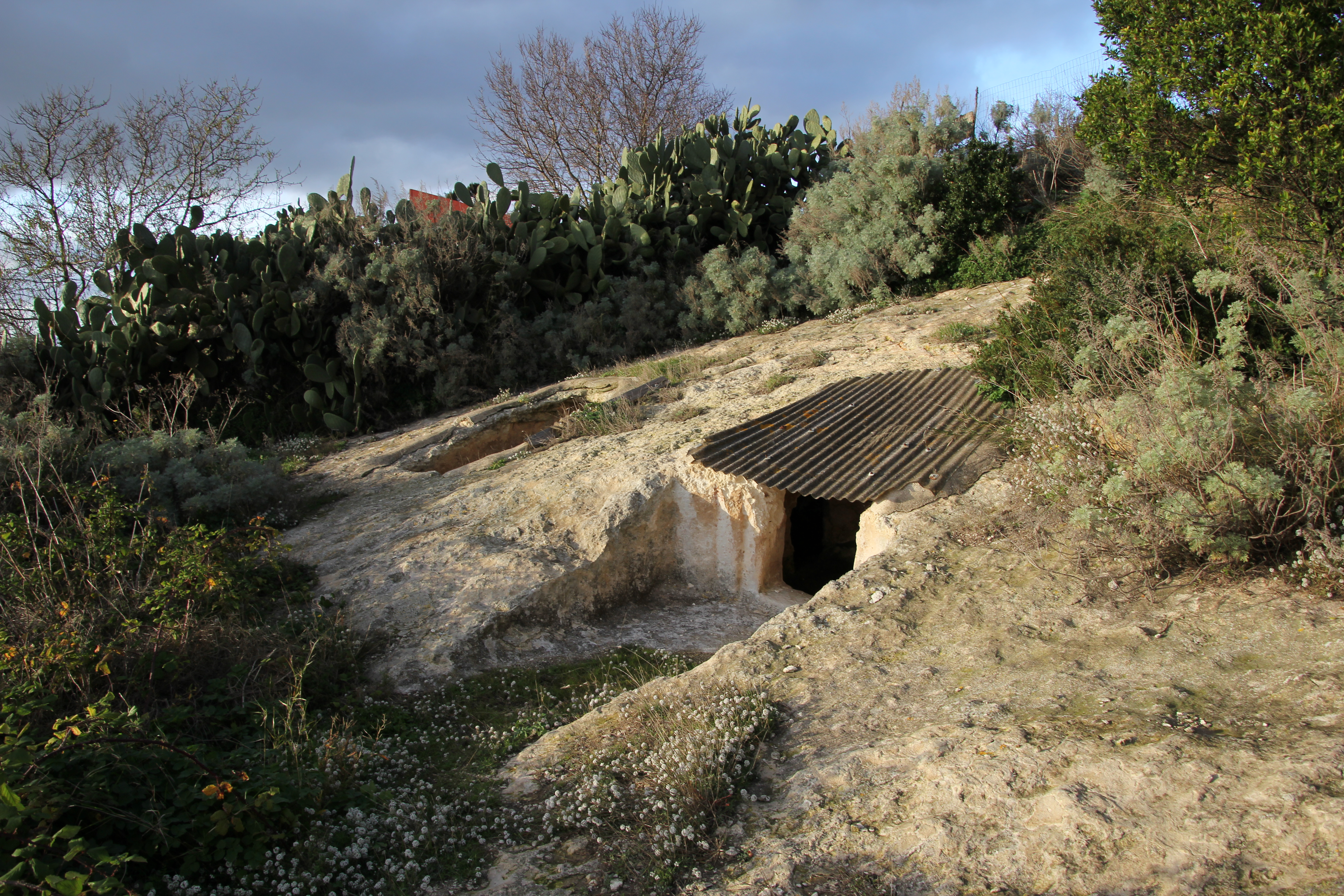
Nekropole von Noeddale

Die Nekropole von Noeddale liegt in einem Schräghang, südlich von Ossi im Valle di Sae, in der Metropolitanstadt Sassari auf Sardinien.
Die sechs zur Hälfte mit kurzen Dromoi in den Fels eingetieften Domus de Janas liegen im selben Bereich, in dem auch die Nekropolen von Mesu ’e Montes und S’Adde e Asile liegen.
Der erste Domus besteht aus elf Kammern, eine hat eine Decke mit einem Doppelschrägdach, bestehend aus imitierten First- und Querbalken, eine künstlerische Reproduktion der zeitgenössischen Häuser, Stiergehörne, und Scheintüren mit Rahmen. Die zweite Kammer, die „Casa e quella delle Spirali“, ist mit verschiedenen dekorativen Elementen von Bedeutung versehen. Sie hat zwei Stützpfeiler und wird durch mehrere dekorative Elemente, der Grabkunst der Domus de Janas, gekennzeichnet, darunter Doppelspiralen am Eingang.

Nekropole von Noeddale
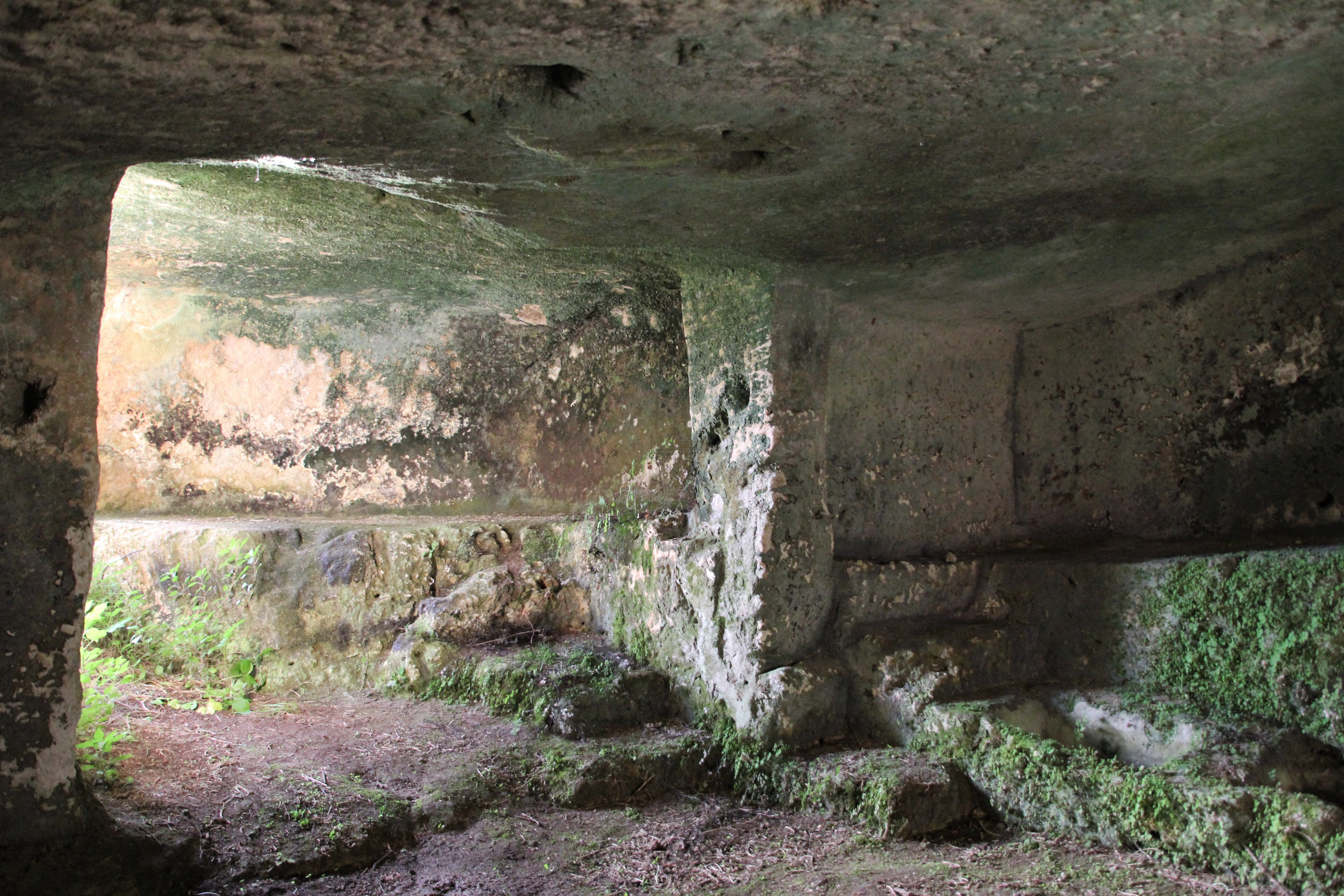
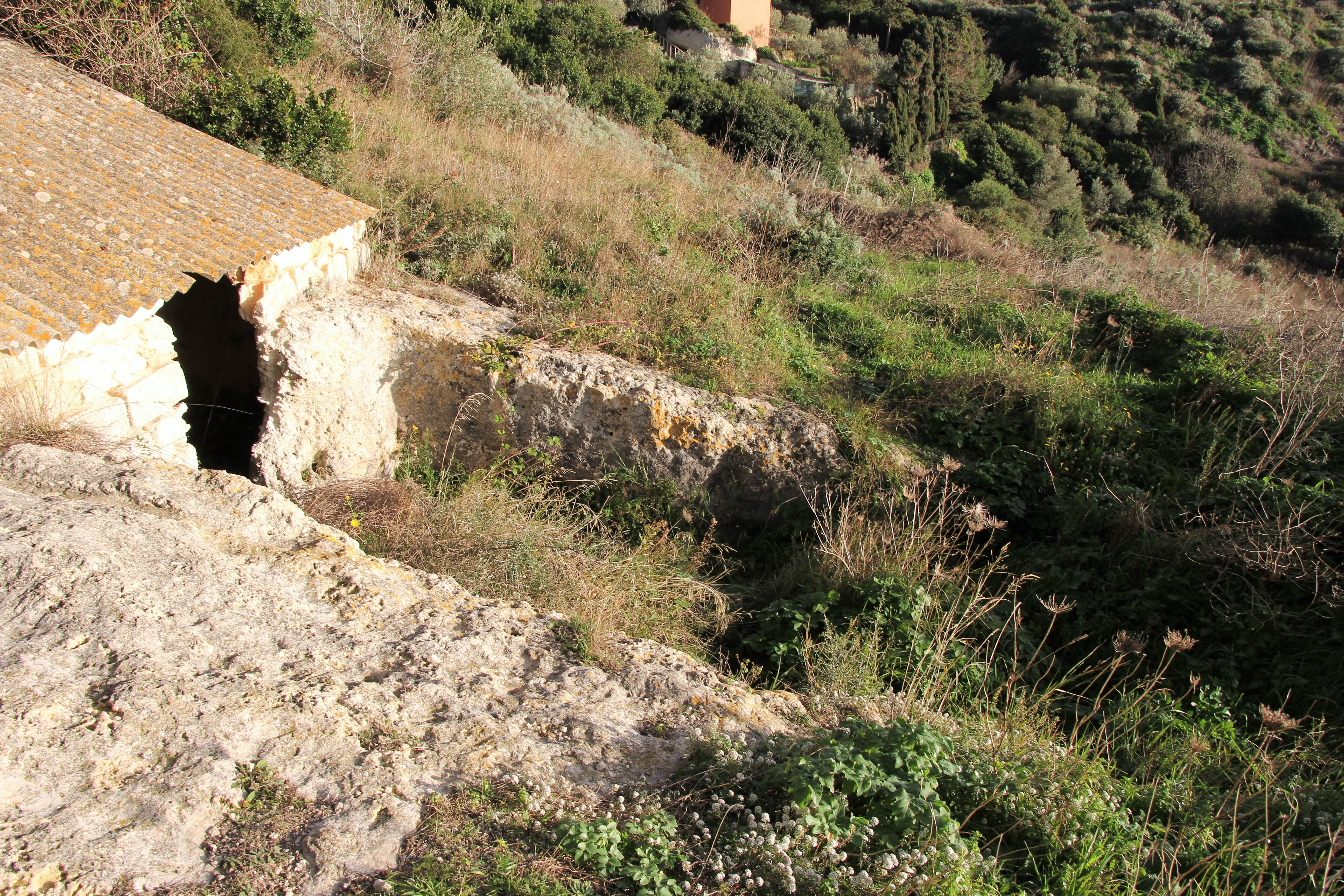
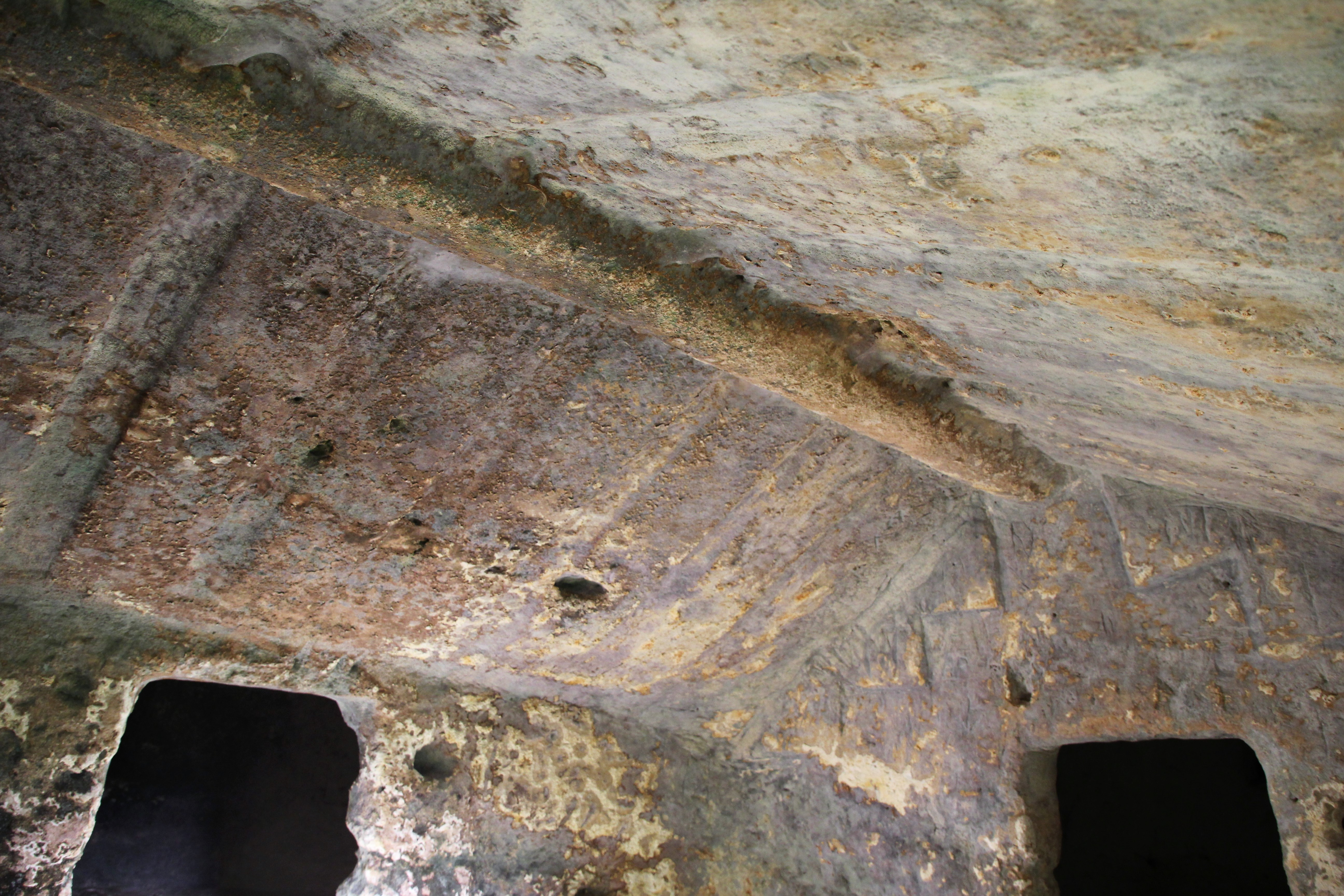
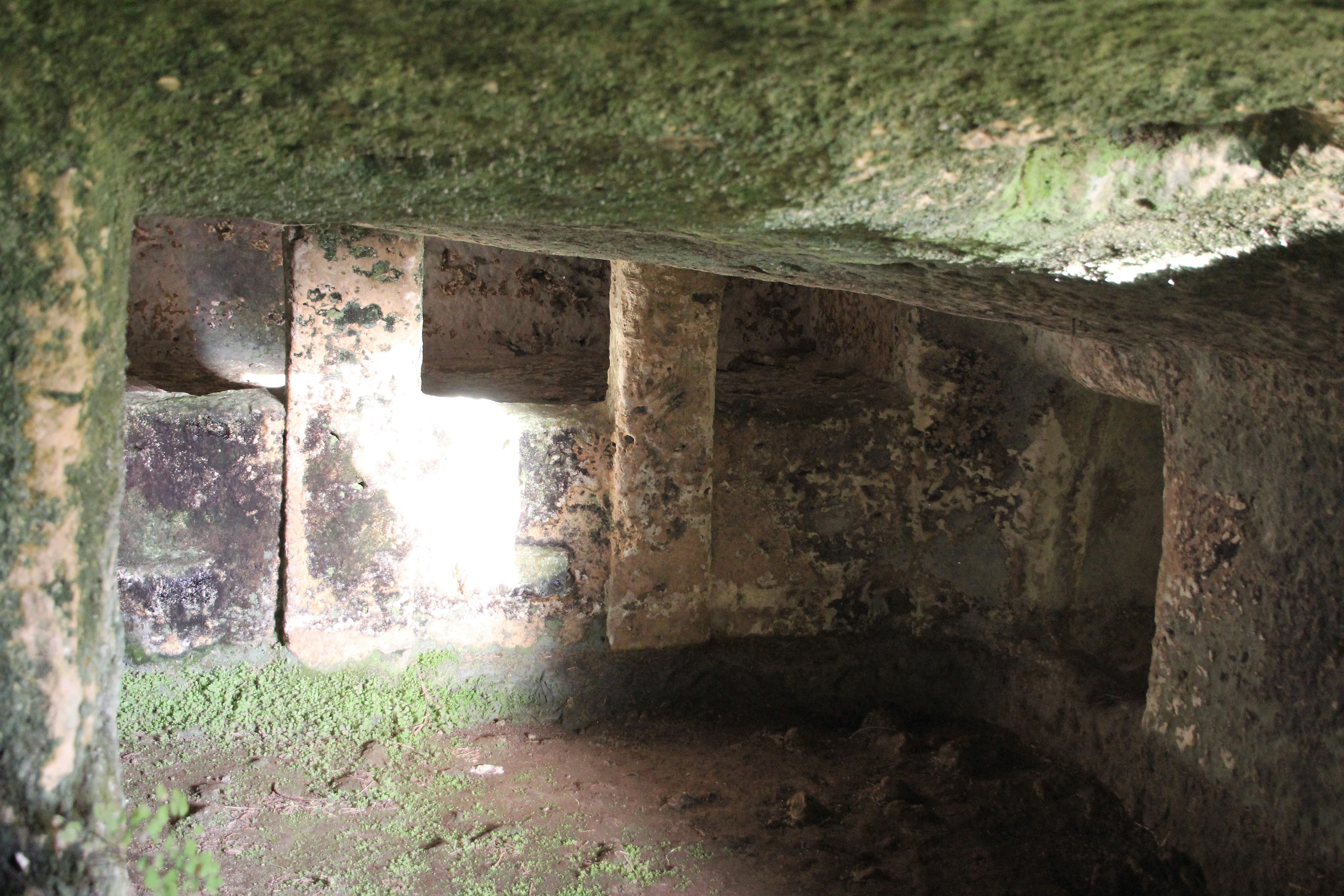